# Setanta maculosa
Setanta maculosa är en stekelart som först beskrevs av Smith 1879.  Setanta maculosa ingår i släktet Setanta och familjen brokparasitsteklar. Inga underarter finns listade i Catalogue of Life.